# Уоррен (округ, Джорджия)
Уо́ррен (англ. Warren County) — округ штата Джорджия, США. Население округа на 2000 год составляло 6336 человек. Административный центр округа — город Уоррентон.

## История
Округ Уоррен основан в 1793 году.

## География
Округ занимает площадь 740.7 км2.

## Демография
Согласно Бюро переписи населения США, в округе Уоррен в 2000 году проживало 6336 человек. Плотность населения составляла 8.6 человек на квадратный километр.